# レジナルド・ベクトン
レジナルド・ベクトン（Reginald Becton、1991年5月12日 - ）は、アメリカ合衆国テネシー州メンフィス出身のプロバスケットボール選手。ポジションはパワーフォワード。206cm、116kg。

## 経歴

### アマチュア選手時代
NCAA1部サウスイースタン・カンファレンス ミシシッピ大学 のOle Miss Rebelsでプレイし、4年間で132試合に出場。１試合平均 6.9得点、6.67リバウンド、2.47ブロックを記録しており、2年次から4年次まで3年連続でカンファレンスのAll-Defensive Teamに選ばれた。

### プロ選手時代
大学卒業時に、NBAドラフトでの指名は受けなかった。
2013年9月にNBAのデンバー・ナゲッツと契約を交わしたが、2013年10月にはウェイバー公示によりチームを退団した。
2013年11月1日にDリーグドラフトで、Erie BayHawksに指名され契約したが、11月4日にはErie BayHawksは、レジナルドを、同じDリーグ サンタクルーズ・ウォリアーズにトレードで放出した。
11月5日にはサンタクルーズ・ウォリアーズから、Dリーグのアイオワ・エナジーにトレードで放出された。
2013-14シーズンにおけるアイオワ・エナジーでの試合出場は4試合に留まり、2014年1月14日にアイオワ・エナジーを退団した。
2014-15シーズンは、プエルトリコのMaratonistas de Coamo、およびメキシコのSoles de Mexicaliでプレイした。
2015年8月31日にイスラエル・バスケットボール・スーパーリーグのMaccabi Haifa B.C.と契約した。
2016年8月9日には、イスラエル・バスケットボール・スーパーリーグのHapoel Eilat B.C.と2016-17シーズンの契約を交わした。
2017年8月28日には、2015-16シーズンにプレイしたMaccabi Haifa B.C.と再契約し、24試合に出場、１試合平均 1.5ブロック、9.9得点、5.9リバウンドを記録している。
2018年5月31日に、2016-17シーズンにプレイしたCariduros de Fajardoと契約した。
2018-19シーズンは、トルコリーグのMamak Belediye Yeni Mamak Sporと契約した。
2019年9月7日に、日本のBリーグ、横浜ビー・コルセアーズと契約した。横浜での初出場は2019年10月6日のレバンガ北海道 戦で、35.5分間の出場で23得点、12リバウンドのダブル・ダブルを記録した。横浜では29試合に出場、1試合平均出場時間 29.6分　17得点　10.1リバウンド　2.4アシスト 0.9ブロックを記録した。1試合平均ファウル数は3.9でリーグ1位だった。
2020-21シーズンも引き続き横浜ビー・コルセアーズと契約したが、新型コロナウイルスの日本国内での感染拡大防止の影響で、シーズン開幕直前の9月12日に入国、チーム合流は開幕戦の6日前の9月28日だった。シーズンを通してレギュラーメンバーとして出場を続け、53試合に出場(45先発)、1試合平均で24.8分出場、11.1得点、8.4リバウンド1.6アシスト、0.7スティール、0.8ブロックを記録した。1試合平均ファウル数は3.7で昨年に続き、リーグ1位だった。
2022年1月2日、3日に対戦した大阪エヴェッサの選手2名が、1月4日に新型コロナウイルス感染症の陽性判定を受けたため、横浜の全選手とスタッフがPCR検査を実施しパトリック・アウダ、レジナルド・ベクトン、生原秀将の3名が新型コロナウイルス感染症の陽性判定を受け隔離と療養となった。53試合に出場(48先発)、1試合平均で25.5分出場、11.5得点、9.2リバウンド 1.9アシスト、0.8スティール、0.7ブロックを記録した。1試合平均ファウル数は3.2で、リーグ2位だった。2022年5月23日、契約満了で退団。
2022年8月、日本のBリーグ2部(B2) アースフレンズ東京Zと契約した。

## 人物

### バスケットボールプレイヤーとしての特徴
- 横浜ビー・コルセアーズでチームメイトだった小原翼によれば、ベクトンのゴール下での強さはこれまでチームメイトだった外国籍選手の中でもトップクラスで、特に高いボールを競り合った時のジャンプでの最高到達点に達するまでの速度が抜きんでて速かったと述べている[11]。
- フリースローの成功率は大学時代は40～50%。プロ入り後も大部分のシーズンで50%を下回っており、かなり苦手としている[12]。Bリーグにおけるシーズン成績では、2019-20シーズンは成功率47%でB1 79選手中79位。2020-21シーズンは成功率44.3%でB1 101選手中100位だった。

### その他
- 横浜ビー・コルセアーズの選手紹介

2019-20｢トントン拍子の活躍で　レジェンドにナルド海賊ワルツ　#7 レジナルド・ベクトン｣
2020-21 ｢切れるスピンは快刀乱麻　ねじこむダンクはベクトンドーン｣
2021-22 ｢レジーワールド　ときどきチャイルド　ドレミファソラシド　ベクトンドーン｣